# پی ۲۲
پی ۲۲ با نام قبلی مرواریدهای خلیج فارس فیلمی به کارگردانی و نویسندگی حسین قاسمی جامی محصول سال ۱۳۹۳ است.
فیلم پی ۲۲ بر اساس مستند ناوچه جوشن ساخته شده‌است. این رویداد در تاریخ فروردین سال ۶۷ در درگیری با نیروی دریایی ایالات متحده آمریکا اتفاق افتاد.این فیلم روایتگر عملیات آخوندک است.

## بازیگران
- امین حیایی
- افسانه بایگان
- نسرین مقانلو
- الهه حصاری
- هادی ساعی
- پیام اینالویی